# Haidensee
Der Haidensee ist ein Toteissee auf einer glazialen Schotterterrasse im oberen Glantal in der Gemeinde Glanegg. Er befindet sich, umgeben von Wald, in einem Landschaftsschutzgebiet, ist jedoch durch eine Pension am Ufer erschlossen. Er galt früher in der Umgebung als beliebte Badegelegenheit. Der See ist eutroph. Ein Flusskrebsvorkommen ist dokumentiert. Die Rudolfsbahn hat im Glantal eine Haltestelle Tauchendorf-Haidensee. Es werden Wassertemperaturen bis 28° beobachtet und das Wasser gilt als heilsam. Von der Umgebung gibt es eine OL-Karte. Der See befindet sich seit 2020 im Besitz der Familie Grünbacher.

## Belege
1. 1 2 3  Archivlink (Memento des Originals vom 25. Juni 2008 im Internet Archive)  Info: Der Archivlink wurde automatisch eingesetzt und noch nicht geprüft. Bitte prüfe Original- und Archivlink gemäß Anleitung und entferne dann diesen Hinweis.
2. ↑  Archivlink (Memento des Originals vom 16. Oktober 2006 im Internet Archive)  Info: Der Archivlink wurde automatisch eingesetzt und noch nicht geprüft. Bitte prüfe Original- und Archivlink gemäß Anleitung und entferne dann diesen Hinweis.
3. ↑  Archivlink (Memento des Originals vom 28. März 2008 im Internet Archive)  Info: Der Archivlink wurde automatisch eingesetzt und noch nicht geprüft. Bitte prüfe Original- und Archivlink gemäß Anleitung und entferne dann diesen Hinweis.
4. ↑  Archivlink (Memento des Originals vom 14. Mai 2014 im Internet Archive)  Info: Der Archivlink wurde automatisch eingesetzt und noch nicht geprüft. Bitte prüfe Original- und Archivlink gemäß Anleitung und entferne dann diesen Hinweis.
5. ↑  oebb.at
6. ↑  maps.worldofo.com
7. ↑  Neues Resort an Kärntner See, Badegäste müssen draußen bleiben , Kleine Zeitung, 20. Juli 2023